# Renée Poetschka
Renée Elise Poetschka (ur. 1 maja 1971 w Dampier) – australijska lekkoatletka specjalizująca się w długich biegach sprinterskich, dwukrotna uczestniczka letnich igrzysk olimpijskich (Barcelona 1992, Atlanta 1996). 

## Sukcesy sportowe

### Igrzyska olimpijskie
| Miejsce | Dzień      | Rok  | Miejscowość | Konkurencja        | Czas biegu  | Strata   | Zwycięzca         |
| ------- | ---------- | ---- | ----------- | ------------------ | ----------- | -------- | ----------------- |
| 15.     | 3 sierpnia | 1992 | Barcelona   | bieg na 400 m      | 52,09 s     | -        | Marie-José Pérec  |
| 7.      | 8 sierpnia | 1992 | Barcelona   | sztafeta 4 × 400 m | 3:26,42 min | + 6,22 s | WNP               |
| 15.     | 28 lipca   | 1996 | Atlanta     | bieg na 400 m      | 51,49 s     | -        | Marie-José Pérec  |
| 11.     | 2 sierpnia | 1996 | Atlanta     | sztafeta 4 × 400 m | 3:33,78 s   | -        | Stany Zjednoczone |

### Mistrzostwa świata
| Miejsce | Dzień       | Rok  | Miejscowość | Konkurencja        | Czas biegu  | Strata   | Zwycięzca         |
| ------- | ----------- | ---- | ----------- | ------------------ | ----------- | -------- | ----------------- |
| 14.     | 26 sierpnia | 1991 | Tokio       | bieg na 400 m      | 52,76 s     | -        | Marie-José Pérec  |
| 9.      | 6 sierpnia  | 1995 | Göteborg    | bieg na 400 m      | 51,00 s     | -        | Marie-José Pérec  |
| brąz    | 13 sierpnia | 1995 | Göteborg    | sztafeta 4 × 400 m | 3:25,88 min | + 3,49 s | Stany Zjednoczone |

## Igrzyska Wspólnoty Narodów
| Miejsce | Dzień       | Rok  | Miejscowość | Konkurencja        | Czas biegu | Strata   | Zwycięzca     |
| ------- | ----------- | ---- | ----------- | ------------------ | ---------- | -------- | ------------- |
| 5.      | 23 sierpnia | 1994 | Victoria    | bieg na 400 m      | 51,51 s    | + 1,13 s | Cathy Freeman |
| DQ.     | 28 sierpnia | 1994 | Victoria    | sztafeta 4 × 400 m | -          | -        | Anglia        |

## Rekordy życiowe
- bieg na 200 metrów – 23,06 – Rhede 30/07/1995
- bieg na 300 metrów – 37,48 – Whitehaven 07/07/1991
- bieg na 400 metrów – 50,19 – Sydney 12/03/1994
- bieg na 400 metrów (hala) – 52,29 – Toronto 14/03/1993
- bieg na 400 metrów przez płotki – 58,18 – Sydney 27/01/1997